# The Sun Days
The Sun Days är ett svenskt indiepopband från Göteborg. Bandet har spelat på flera välkända scener och festivaler, bland andra Taubescenen på Liseberg, Debaser Medis och Way Out West. Musikbloggen Stereogum har beskrivit The Sun Days som ett av de bästa nya banden i världen. Även Pitchfork har skrivit positivt om bandet och musiktjänsten Pandora inkluderande dem i sin lista Picks of the week. De nominerades till årets svenska genombrott av Gaffa 2015. Debutalbumet Album spelades in av Joe Enocsson, Erik Bjarnar och Kalle von Hall, mixades av Hans Olsson Brookes i Svenska Grammofonstudion och placerades i flera topplistor över bästa album släppta 2015. Spotify har vid flera tillfällen inkluderat singeln Don't need to be them i officiella spellistor. Låten har också nått framgång i internationell radio, bland annat på amerikanska KEXP och inkluderades i magasinet CAFÈs lista över bästa låtar 2016.
I Göteborgs Stadsmuseums utställning om Musiklivet i Göteborg är The Sun Days inkluderade i indiepop-avdelningen med sällskap av bland andra Bad Cash Quartet och Broder Daniel. Album nominerades av bland andra KEXP till topp 10 bästa album 2016 och hamnade etta i topp 25 på musikbloggen Taking The Leads lista över bästa album samma år. Norges äldsta musikmagasin Panorama rankade Album som #7 bästa album 2016.

## Historia
The Sun Days släppte sin första singel, You can't make me make up my mind, 18 oktober 2013. Tidigt 2014 följde de upp med en andra singel, Don't need to be them och därefter Get him off your mind. Efter en period av tystnad släppte bandet ännu en singel och ett album 2015 via japanska Tower Records. 2015 släppte amerikanska Run for Cover Records låten Come have me over på en samlingskassett i samarbete med Urban Outfitters. 2016 gav RFC ut debutalbumet i LP-format. Först då fick bandet större genomslag i USA och Storbritannien. I juni 2016 gjorde Lea Rambell sin första spelning med The Sun Days på festivalen Den Bästa Sommaren. Bandet bekräftade senare Lea som permanent sångerska inför en turné i Storbritannien. I decembernumret av tidningen GAFFA berättade bandets initiativtagare och gitarrist Joe om sitt alkohol- och drogmissbruk som pågått under flera års tid. Snart efter den intervjun beskrev både Lea och Joe hur musiken har en central roll i deras liv och att den fyller ett syfte i att motverka dåligt mående i en intervju för nätmasaginet Popmani. I januari 2017 genomförde bandet en turné över Göteborg, Malmö och Stockholm.

## Bandmedlemmar
- Lea Rambell - sång
- Simon Boontham - gitarr
- Joe Enocsson -  gitarr
- Erik Bjarnar - trummor
- Johan Ramnebrink - bas
- Karl Prytz - percussion, klaviatur (live)

## Diskografi
Album
- Album - CD (Tower Records)
- Album - Digitalt (2015, Lilystar Records)
- Album - LP (2016, Run for Cover Records)

1. Don't need to be them
2. I keep on wondering
3. OOO
4. You can't make me make up my mind
5. Come have me over
6. Get him off your mind
7. Busy people
8. Fear

Singlar
- You can't make me make up my mind (2013, Luxury)
- Don't need to be them (2014)
- Get him off your mind (2014)
- Busy people (2015)

## Livespelningar
- Clooneys, Göteborg (2013)
- Jazzhuset, Göteborg (2013)
- Sydskånska Nationen, Lund (2013)
- Debaser Medis, Stockholm - Förband till Makthaverskan (2013)
- Jazzhuset, Göteborg - Releasefest för Don't need to be them (2014)
- Liseberg, Göteborg (2014)
- Fängelset, Göteborg - Förband till INVSN (2014)
- Bergrum 211 - Releasefest för Album (2015)
- Henriksberg, Göteborg (2015)
- Jazzhuset, Göteborg - Med Ebbot Lundberg och Lo-Fi Deluxe (2015)
- Skjul Fyra Sex, Göteborg (2016)
- Den Bästa Sommaren, Stockholm (2016)
- Riverside, Newcastle (2016)
- The Brickyard, Carlisle (2016)
- The Globe, Cardiff (2016)
- Slade Rooms, Wolverhampton (2016)
- Lock Tavern, London (2016)
- Chinnery's, Southend (2016)
- The Forum, Tunbridge Wells (2016)
- Talking Heads, Southampton (2016)
- The Hub, Plymouth (2016)
- Way Out West, Göteborg (2016)
- P4, Sveriges Radio (2016)
- Pustervik, Göteborg (2016)
- Denim Gallery, Göteborg (2016)
- Grand, Malmö (2017)
- Pustervik, Göteborg (2017)
- Debaser, Stockholm (2017)
- Den Bästa Sommaren, Stockholm (2017)
- Majas Vid Havet, Varberg (2017)
- By:Larm, Oslo (2018)

### Fotnoter
1. ↑  ”The Sun Days at Liseberg (Göteborg) on 14 Jun 2014   — Last.fm”. www.last.fm. http://www.last.fm/event/3860066+The+Sun+Days+at+Liseberg+on+14+June+2014. Läst 26 mars 2016.
2. ↑  ”Debaser.se » 2013-12-13 » Makthaverskan + The Sun Days”. debaser.se. Arkiverad från originalet den 7 april 2016. https://web.archive.org/web/20160407101833/http://debaser.se/kalender/12076/. Läst 26 mars 2016.
3. ↑  ”The Sun Days – “Don’t Need To Be Them” (Stereogum Premiere)”. Stereogum. http://www.stereogum.com/1861285/the-sun-days-dont-need-to-be-them-stereogum-premiere/mp3s/. Läst 23 mars 2016.
4. ↑  ”"Don't Need to Be Them"  by The Sun Days | Tracks | Pitchfork”. pitchfork.com. http://pitchfork.com/reviews/tracks/18092-the-sun-days-dont-need-to-be-them/. Läst 26 mars 2016.
5. ↑  ”Picks of the Week”. blog.pandora.com. Arkiverad från originalet den 2 maj 2016. https://web.archive.org/web/20160502145836/http://blog.pandora.com/us/picks-of-the-week-34/. Läst 8 maj 2016.
6. ↑  ”The Sun Days-Album - Que Club”. Que Club. Arkiverad från originalet den 25 april 2016. https://web.archive.org/web/20160425013054/http://blogg.djungeltrumman.se/queclub/the-sun-days-album/. Läst 26 mars 2016.
7. ↑  ”2015 års bästa svenska album - Que Club”. Que Club. Arkiverad från originalet den 15 mars 2016. https://web.archive.org/web/20160315165400/http://blogg.djungeltrumman.se/queclub/2015-ars-basta-svenska-album/. Läst 26 mars 2016.
8. ↑  ”2015 – Best of the Year, Month by Month: June”. http://eardrumsmusic.com/2015/12/06/2015-june/. Läst 26 mars 2016.
9. ↑  ”Indie Songs For Slackers, a playlist by Spotify UK”. Spotify. https://open.spotify.com/user/spotify_uk_/playlist/7KDPnaD0rLSB4RCTLP7bny. Läst 8 maj 2016.
10. ↑  KEXP. ”Music That Matters: The World Is a Beautiful Musical Place”. The KEXP Blog. http://blog.kexp.org/2016/05/06/music-that-matters-the-world-is-a-beautiful-musical-place/. Läst 10 maj 2016.
11. ↑  ”Snyggaste stilen, bästa modet, bästa nyheterna – Café”. 11 april 2016. http://www.cafe.se/bra-musik-pa-spotify/. Läst 12 oktober 2016.
12. ↑  ”Noise and Rambling”. Taking the Lead. http://www.takingtheleadmedia.com. Läst 3 februari 2017.
13. ↑  ”Hei, 2016: Takk for musikken i hvert fall!”. Panorama.no. http://panorama.no/2016/12/28/hei-2016-takk-for-musikken-i-hvert-fall/. Läst 13 mars 2017.
14. ↑  ”The Sun Days räddar framtiden”. www.gp.se. Arkiverad från originalet den 3 april 2016. https://web.archive.org/web/20160403225201/http://www.gp.se/kulturnoje/1.2194097-the-sun-days-raddar-framtiden. Läst 23 mars 2016.
15. ↑  ”SVT.SE/PSL: LYSSNA: The Sun Days -”. PSL. Arkiverad från originalet den 4 april 2016. https://web.archive.org/web/20160404015249/http://blogg.svt.se/psl/2014/01/27/lyssna-the-sun-days-dont-need-to-be-them/. Läst 23 mars 2016.
16. ↑  ”The Sun Days/Album＜タワーレコード限定＞ - TOWER RECORDS ONLINE”. tower.jp. Arkiverad från originalet den 9 april 2016. https://web.archive.org/web/20160409121809/http://tower.jp/item/3941401/Album%25EF%25BC%259C%25E3%2582%25BF%25E3%2583%25AF%25E3%2583%25BC%25E3%2583%25AC%25E3%2582%25B3%25E3%2583%25BC%25E3%2583%2589%25E9%2599%2590%25E5%25AE%259A%25EF%25BC%259E. Läst 27 mars 2016.
17. ↑  ”Urban Outfitters - Blog - UO Mixtape: Volume 10”. blog.urbanoutfitters.com. Arkiverad från originalet den 8 april 2016. https://web.archive.org/web/20160408024352/http://blog.urbanoutfitters.com/blog/uo_mixtape_volume_10. Läst 27 mars 2016.
18. ↑  ”The Sun Days”. Discogs. https://www.discogs.com/artist/4562441-The-Sun-Days. Läst 27 mars 2016.
19. ↑  ”The Sun Days – destruktiva dalar och musikaliska toppar” (på engelska). gaffa.se. Arkiverad från originalet den 14 mars 2017. https://web.archive.org/web/20170314064147/http://gaffa.se/artikel/113606/the-sun-days-destruktiva-dalar-och-musikaliska-toppar/. Läst 13 mars 2017.
20. ↑  ”The Sun Days: "Det finns någonting i Göteborg som har slutat att acceptera underdogsen" - Popmani”. Popmani. 16 januari 2017. Arkiverad från originalet den 14 mars 2017. https://web.archive.org/web/20170314064031/http://popmani.se/the-sun-days-det-finns-nagonting-i-goteborg-som-har-slutat-att-acceptera-underdogsen-2/. Läst 13 mars 2017.